# Mielichhoferia compacta
Mielichhoferia compacta là một loài rêu trong họ Bryaceae. Loài này được Austin mô tả khoa học đầu tiên năm 1878.